# 裂鯔
裂鯔為輻鰭魚綱鯔形目鯔科的其中一種，分布於中東太平洋區，從墨西哥至巴拿馬海域，體長可達22公分，棲息在岩石底質海域，為草食性，以岩石上的藻類為食，可做為食用魚。

## 擴展閱讀
維基物種上的相關：裂鯔